# Nikola Vasiljević (cầu thủ bóng đá, sinh 1996)
Nikola Vasiljević (Kirin Serbia: Никола Васиљевић; sinh 24 tháng 6 năm 1996) là một thủ môn bóng đá Serbia thi đấu cho Radnik Surdulica.